# Rudgea obtusa
Rudgea obtusa är en måreväxtart som beskrevs av Paul Carpenter Standley. Rudgea obtusa ingår i släktet Rudgea och familjen måreväxter. Inga underarter finns listade i Catalogue of Life.